# Belmont (North Carolina)
Belmont ist eine City in Gaston County im US-amerikanischen Bundesstaat North Carolina. Das U.S. Census Bureau ermittelte bei der Volkszählung 2020 eine Einwohnerzahl von 15.010.

## Geographie
Belmont liegt auf 35°19′40″ nördlicher Breite und 81°2′8″ westlicher Länge. Am östlichen Stadtrand fließt der Catawba River. Die nächstgelegene Großstadt ist Charlotte (20 Kilometer östlich). In südlicher Richtung beginnt der Bundesstaat South Carolina in einer Entfernung von ca. 15 Kilometern. Der Interstate 85-Highway führt durch die nördlichen Stadtteile.

## Geschichte

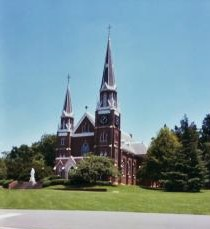
Benediktinerabtei Belmont ("Mary Help of Christians Abbey")

In der Gegend der heutigen Stadt wurde in den 1750er Jahren von dem holländischen Siedler James Kuykendall ein Fort zum Schutz gegen die Cherokee-Indianer errichtet. Das Fort wurde jedoch niemals angegriffen. Weitere Siedler errichteten in der Folgezeit Baumwollspinnereien und kleinere Handelsunternehmen. Als 1871 die Atlanta and Richmond Air Line Railway gebaut wurde, zogen weitere Menschen in die Gegend. Die Bahnstation erhielt zu Ehren des Bauaufsehers John Garibaldi den Namen Garibaldi Station. Die Mary Help of Christians Abbey wurde 1876 von Bischof Leo Michael Haid gegründet und ist auch heute noch in Funktion. Im Jahre 1895 erhielt der Ort seinen endgültigen Namen „Belmont“, der zu Ehren des Bankiers August Belmont gewählt wurde. Es folgte die Errichtung weiterer Betriebe der Textilverarbeitung, was zum Aufschwung der Stadt beitrug und ihr den Spitznamen City of Diversified Textiles (sinngemäß: „Stadt der vielfältigen Textilien“) eintrug.
Heute ist die Belmont Abbey (Mary Help of Christians Abbey) mit der angegliederten privaten Hochschule Belmont Abbey College ein Wahrzeichen und Anziehungspunkt der Stadt.

## Demografische Daten
Im Jahre 2009 wurde eine Einwohnerzahl von 9529 ermittelt, was eine Steigerung um 9,5 % gegenüber dem Jahre 2000 bedeutet. Das Durchschnittsalter betrug 2009 34,9 Jahre.

## Söhne und Töchter
- Greene Washington Caldwell (1806–1864), US-amerikanischer Politiker